# Slovačko narodno kazalište
Slovačko narodno kazalište (slk.: Slovenske Narodne divadlo) je jedno od vodećih slovačkih kulturnih institucija. Kazalište je osnovano 1920. godine nedugo nakon osamostaljenja Čehoslovačke. Pojam se odnosi na tri različite kazališne strukture u Slovačkoj.
- Najstarije profesionalno kazalište u Slovačkoj koji se sastoji od opere, baleta i drame,
- Neo-renesansna zgrada kazališta u Bratislavi, Slovačka, koja se nekoć sastojala od seta opere i baleta,
- Velika, moderna kazališna zgrada u blizini Dunava u Bratislavi, koja je otvorena 14. travnja 2007. godine.

## Vanjske poveznice
- Službene stranice